# Mia Yim
Stephanie Hym Lee z d. Bell (ur. 16 kwietnia 1989 w San Bernardino, w stanie Kalifornia) – amerykańska wrestlerka koreańskiego pochodzenia znana pod pseudonimem ringowym Mia Yim. Obecnie występuje w federacji World Wrestling Entertainment w brandzie SmackDown jako Michin.
W latach 2013–2016 występowała w Total Nonstop Action Wrestling pod pseudonimem ringowym Jade. Przez kilka miesięcy posiadała tytuł TNA Knockout's Champion.

## Wczesne życie i edukacja
Urodziła się w San Bernardino w stanie Kalifornia jako Stephanie Bell. Gdy była dzieckiem oglądała wrestling z ojcem i siostrą. Jej ulubionymi wrestlerkami była Lita i Chyna. Chodziła do liceum imienia Jamesa Madisona w Viennie w stanie Wirginia. Od początku liceum, aż do ostatniego roku studiów grała w piłkę siatkową. Studiowała informatykę najpierw na Virginia Union University przez dwa lata, a potem na Marymount University przez kolejne dwa lata. W 2012 roku zdobyła tytuł bachelor’s degree.

## Kariera wrestlera

### Szkoły wrestlingu i debiut w 2009
W 2009 roku mając 18 lat zaczęła trenować w szkole wrestlingu w Manassas, Wirginia. Trenowała 18 miesięcy, po czym debiutowała w ringu 22 sierpnia 2009 pod pseudonimem ringowym Mia Yim. Po ukończeniu liceum w 2011 roku otrzymała propozycję trenowania w japońskiej szkole wrestlingu, z której skorzystała. W organizacji Consejo Mundial de Lucha Libre nauczyła się też meksykańskiego stylu wrestlingu lucha libre.

### Combat Zone Wrestling (2010–2012)
Debiutowała w Combat Zone Wrestling (CZW) w grudniu 2010 roku w czasie wydarzenia Cage of Death II. Była wówczas heelem i managerem Adama Cole’a, swojego chłopaka w kayfabe. Pomagała mu wygrywać bezpośrednio interweniując w jego walkach i odwracając uwagę jego przeciwników. Gdy pomogła Colowi wygrać z Gregiem Excellentem w Down With The Sickness 2011, rozpoczęła się rywalizacja między Excellentem, a Mią Yim. Excellent pokonał ją w walce na wydarzeniu Night Of Infamy 10: Ultimatum w listopadzie 2011 roku, a potem także w walce rewanżowej w styczniu 2012 na CZW An Excellent Adventure. W końcu Yim wyzwała swojego przeciwnika na rozstrzygającą walkę typu Tables, Ladders, and Chairs match na Aerial Assault 2012, którą wygrała kończąc tę rywalizację raz na zawsze. W wywiadzie w 2016 roku przyznała, że jej rywalizacja z Excellentem jest jej ulubioną, w jakiej uczestniczyła w całej swojej karierze.

### Shimmer Women Athletes (od 2010)

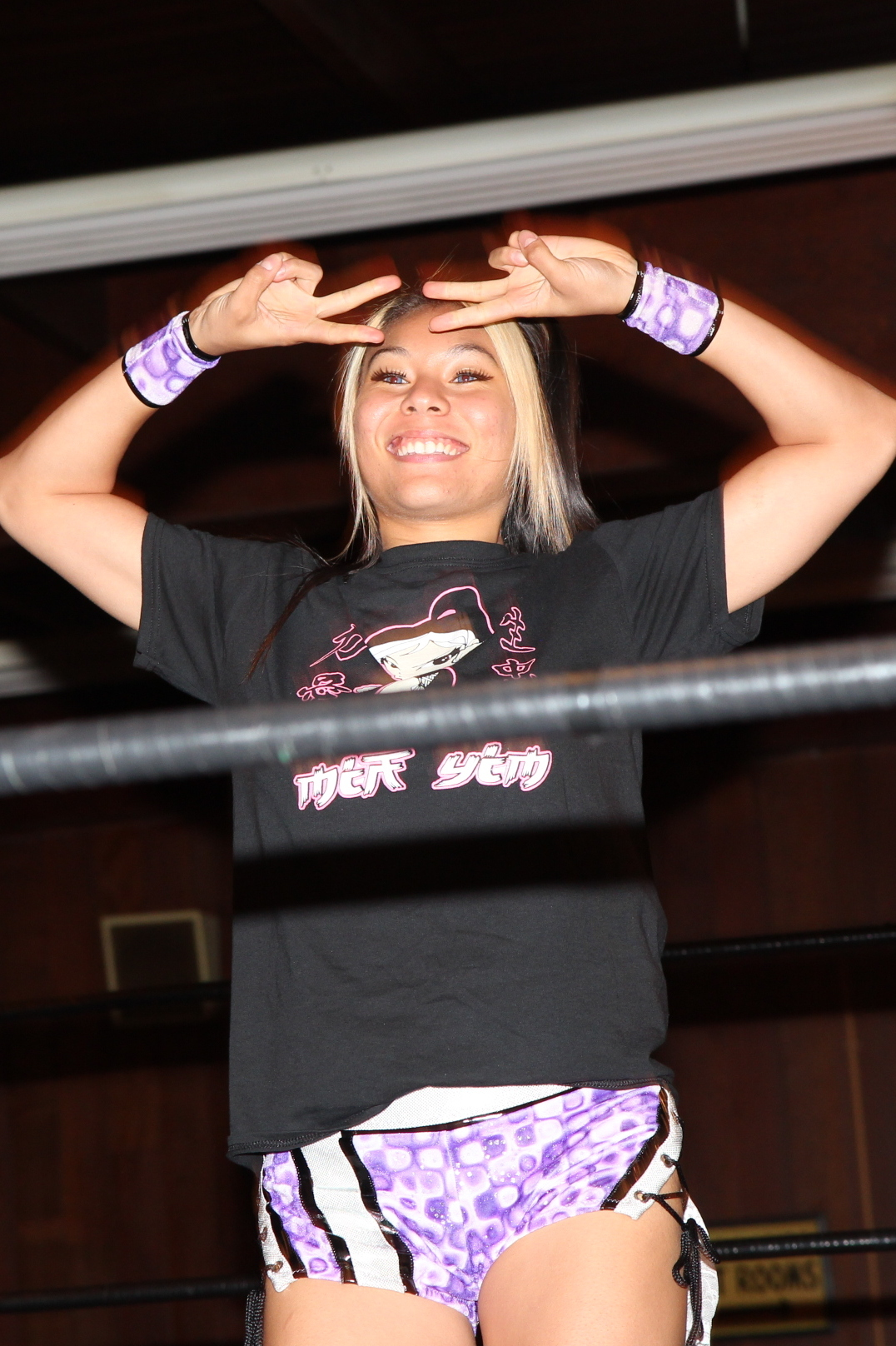
Mia Yim na Shimmer 63 w 2013 roku

Debiutowała w Shimmer Women Athletes 11 września 2010 na wydarzeniu Volume 33, kiedy to w tag teamie z Taylor Made pokonała Menę Librę i Mayę Svensson, jednakże nazajutrz Maya Svensson pokonała Yim w szybkiej walce rewanżowej na Volume 35. Od tego momentu zaczęła się faza porażek Yim. Przegrała kolejno z Kaną, Atheną, Yumi Ohka, Jessie McKay i Amazing Kong. Fazę porażek na krótko zakończyło jej zwycięstwo z Evie na Volume 56, jednak od razu zaczęła się następna. Yim przegrała kolejno z Jessicką Havok, Hikaru Shidą i Madison Eagles. Następnie rozpoczęła się jej faza zwycięstw. Wygrała kolejno z Melanią Cruise, Angie Skye, Hikaru Shidą i Mercedes Martínez. W ten sposób zasłużyła na walkę o mistrzostwo organizacji z mistrzynią Cheerleader Melissą na Volume 65 w kwietniu 2014 roku. Walkę wygrała Cheerleader Melissa. 28 marca 2015 brała udział w turnieju ChickFight Tournament, którego zwyciężczyni otrzymywała możliwość walki o mistrzostwo Shimmer. Yim wygrała pierwszą rundę z Atheną, ale odpadła w drugiej przegrywając z byłą już mistrzynią Cheerleaderką Melissą. Przegrana nastąpiła w wyniku dyskwalifikacji po tym jak Havok interweniowała w ringu atakując Melissę.

### Shine Wrestling (od 2012)

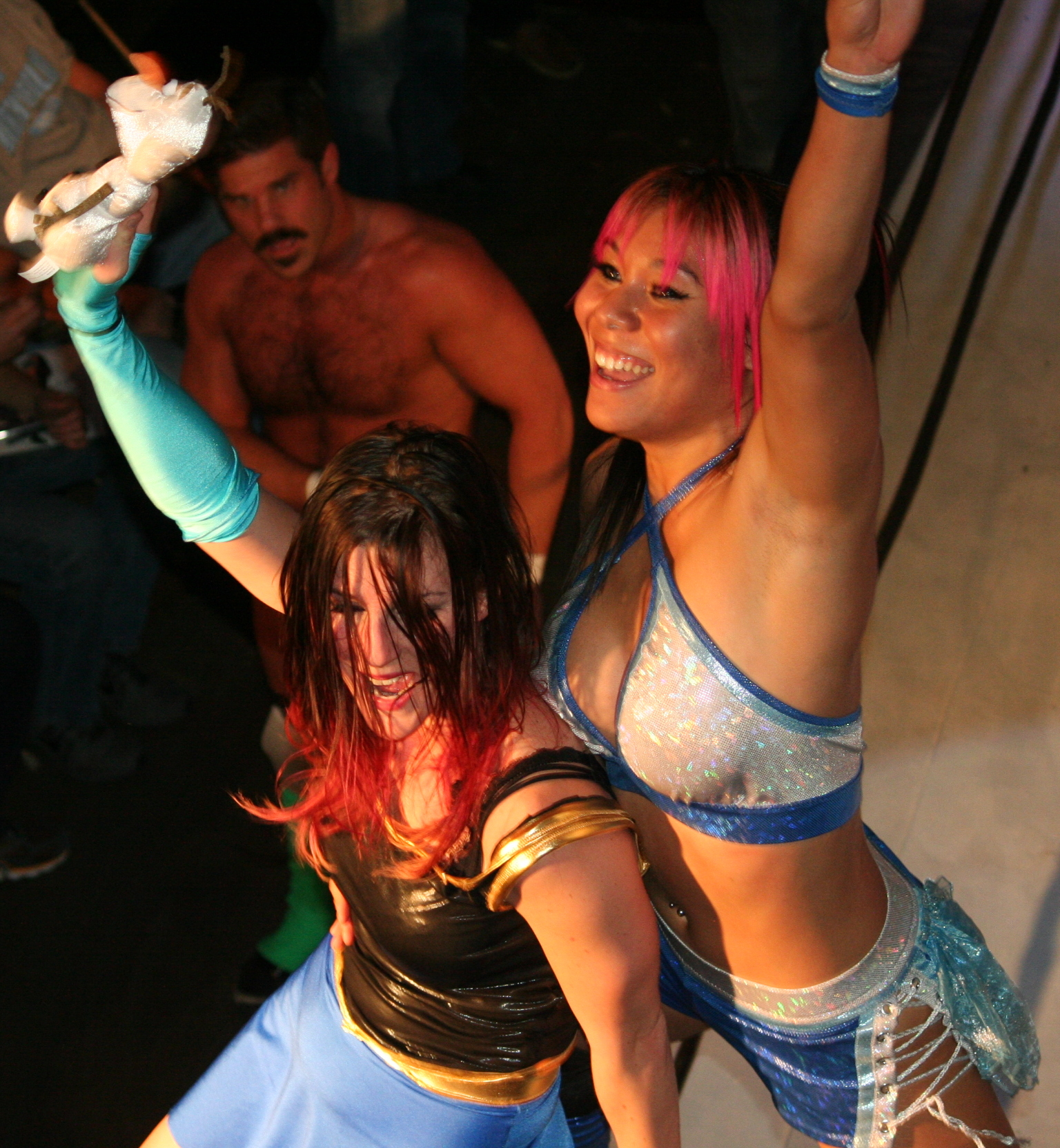
The Lucha Sisters w 2014 roku

Yim debiutowała w żeńskiej organizacji wrestlerskiej Shine Wrestling w sierpniu 2012 roku, pokonując Sassy Stephie. W 2013 roku wzięła udział w turnieju, który miał wyłonić pierwszą mistrzynię Shine – pokonała kolejno Mercedes Martinez, Levę Bates i Ivelisse Vélez. Przegrała jednak finałową walkę z Rain. Wraz z częścią ekipy Shine brała też udział w walkach pokazowych na Evolve.
28 lutego 2014 roku na Shine 17 Yim połączyła siły z Levą Bates w trakcie turnieju, którego nagrodą było mistrzostwo tag teamów Shine. Tak powstał tag team The Lucha Sisters. Wrestlerki pokonały kolejno zespoły Cherry Bomb i Kimber Lee, Sassy Stephie i Jessie Belle oraz Made In Sin (Allysin Kay i Taylor Made) zostając tym samym pierwszymi mistrzyniami tag teamów Shine. Był to również pierwszy tytuł mistrzowski zdobyty przez Mię Yim w jakiejkolwiek organizacji. Na Shine 18 obroniły tytuł w walce przeciwko Nevaeh i Sassy Stephie, a później także Evie i Madison Eagles. Przegrały jednak z zespołem Legendary (Malia Hosaka i Brandi Wine) 27 czerwca 2014 roku na Shine 20 i straciły mistrzostwo. Bezskutecznie próbowały odzyskać utracony tytuł w walce rewanżowej w sierpniu na Shine 21.
26 października 2014, w trakcie trasy w Chinach, Yim pokonała Ivelisse Vélez i zdobyła mistrzostwo Shine Championship. Stała się pierwszą kobietą w historii, która w przeszłości posiadała zarówno Shine Championship, jak i Shine Tag Team Championship. 3 kwietnia 2015 na Shine 26 Yim straciła mistrzostwo w walce z mistrzynią kobiet organizacji National Wrestling Aliance Santaną Garrett w walce typu tytuł przeciwko tytułowi.
Na Shine 28 została pokonana przez Allysin Kay i oskarżyła swoją partnerkę Levę Bates o przyczynienie się do porażki. Po tym jak The Lucha Sisters przegrały 11 grudnia 2015 roku na Shine 31 z Marti Belle i Jayme Jameson w walce o zwakowany tytuł SHINE Tag Team Championship Mia Yim zaatakowała Levę Bates i została heelem.

### Total Nonstop Action Wrestling (od 2013–2016)

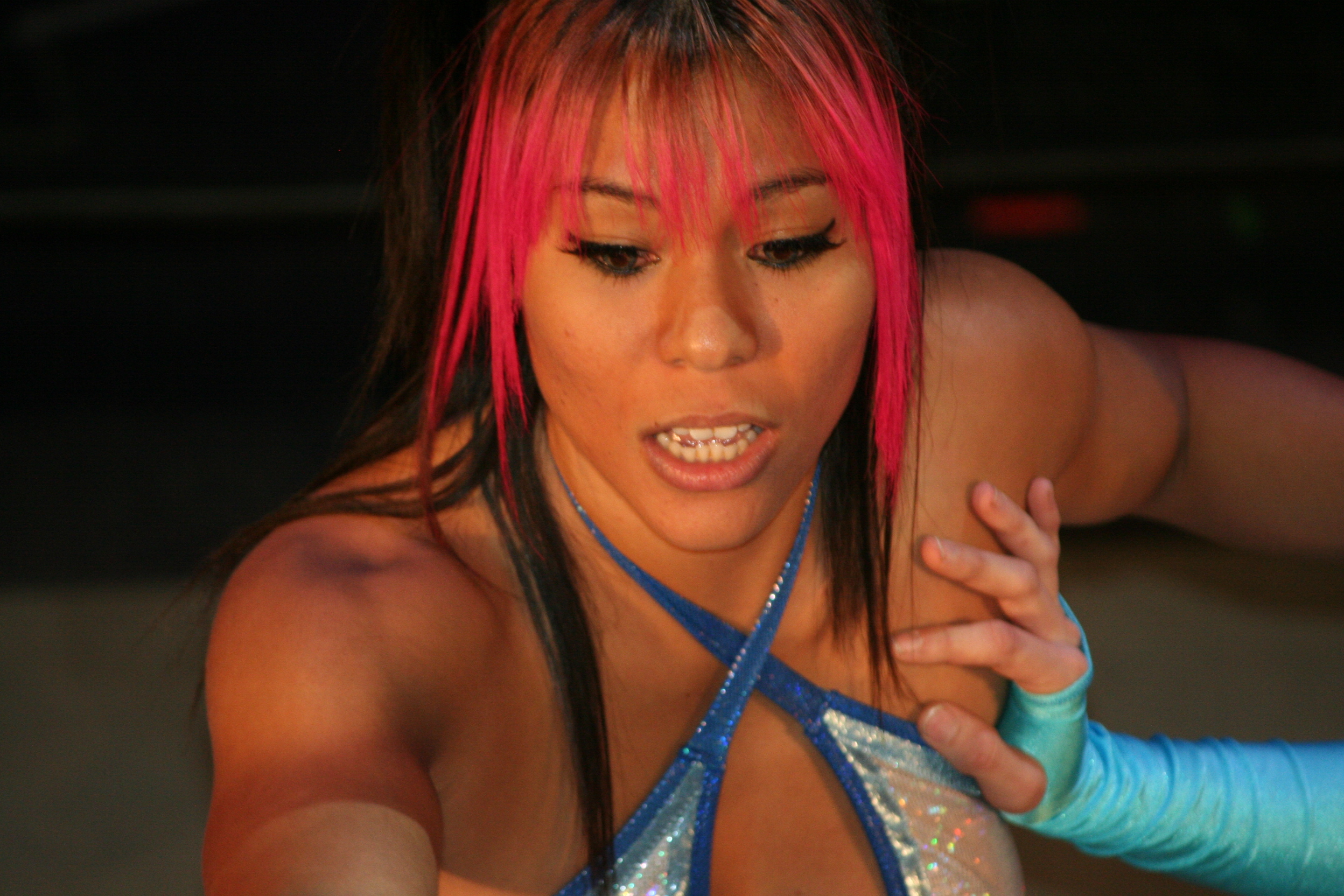
Mia Yim w 2014 roku w programie Queens Of Combat

Zanim podpisała kontrakt z organizacją Total Nonstop Action Wrestling (TNA) wystąpiła w niej po raz pierwszy 15 czerwca 2010 roku w nieemitowanej w telewizji przegranej walce z Taylor Wilde.

#### TNA's Knockout Knockdown (2013–2015)
W marcu 2013 roku Yim walczyła na pay-per-view TNA's Knockouts Knockdown, kiedy to została pokonana przez Tarę. Powróciła na Knockouts Knockdown 2 w maju 2014 roku. Pokonała wówczas Brittany i zakwalifikowała się do gauntlet matchu, który odbył się później tej nocy. Została wyeliminowana w przez Taryn Terrell. W 2015 roku na Knockouts Knockdown 3 przegrała walkę z Brooke Tessmacher.

#### The Dollhouse (2015–2016)
W kwietniu 2015 roku TNA zaczęło emitować materiały promujące debiut tag teamu The Dollhouse, do którego należały Marti Bell i Mia Yim, która od tej pory posługiwała się pseudonimem ringowym Jade. Nowo powstały tag team pełnił rolę duetu sadystycznych czarnych charakterów. Jade i Bell debiutowały w TKO: Night of Knockouts 24 kwietnia 2015 roku, kiedy to Jade przegrała z Laurą Dennis w wyniku dyskwalifikacji, ponieważ Jade i Bell zaatakowały sędziego Briana Stifflera i konferansjerkę Christy Hemme. Później tej nocy tag team pomógł Taryn Terrell w odzyskaniu TNA Women’s Knockout Championship w walce przeciwko Awesome Kong. Terrell postanowiła dołączyć do The Dollhouse. Ich pierwszy zespołowy występ miał miejsce 8 maja 2015 roku na Impact Wrestling, kiedy to zostały pokonane przez Awesome Kong i Gail Kim w walce 3 na 2. Jade i Bell regularnie interweniowały w walki Terrell i w ten sposób pomogły jej zdobyć mistrzostwo TNA Knockouts Championship. Na Slammiversary XIII The Dollhouse przegrał w swojej kolejnej walce 3 na 2, tym razem z Awesome Kong i Brooke. 15 lipca w Impact Wrestling, Terrell straciła tytuł przegrywając z Brooke. Przyczyniła się do tego Gail Kim, która spowodowała zamieszanie atakując Jade. 19 sierpnia 2015 roku w odcinku specjalnym Impact Wrestling, Turning Point, Jade i Bell zmierzyły się z Gail Kim w walce 2 na 1 w stalowej klatce. Tę walkę wygrała Kim.
23 września 2015 roku Jade przegrała z Gail Kim walkę o tytuł TNA Women’s Knockout Championship. Na gali Lockdown udało jej się przypiąć Kim w Lethal Lockdown matchu, w związku z czym otrzymała kolejną okazję by stoczyć z nią walkę o mistrzostwo dwa tygodnie później, ale za drugim razem przegrała.
22 marca 2016 Maria ogłosiła, że nie skorzysta z możliwości walki o mistrzostwo TNA Women’s Knockout Championship i zamiast tego odda tę możliwość jednej z wrestlerek The Dollhouse, a także uczyni nową pretendentkę do tytułu swoją protegowaną. To kto otrzyma ten zaszczyt miało zostać rozstrzygnięte w walce i doprowadziło do rozpadu The Dollhouse.

#### Solowa kariera (2016)
Jade wygrała walkę z pozostałymi byłymi członkiniami The Dollhouse - Marti Bell i Rebel. Maria dotrzymała obietnicy, a 5 kwietnia 2016 roku Jade pokonała Gail Kim oraz Madison Rayne w walce 1 na 1 na 1 po raz pierwszy zdobywając tytuł TNA Knockouts Championship. Tego samego dnia w Knockouts Knockdown 4 Jade pokonała Levę Bates i wzięła udział w gauntlet matchu, który wygrała zostając nową Queen of the Knockouts. Sama wyeliminowała w tej walce Madison Rayne. Po raz pierwszy broniła tytułu 12 kwietnia 2016 roku w Impact Wrestling. Jej przeciwniczką była Madison Rayne. Obrona tytułu powiodła się.
W kwietniu komisarz kobiecej dywizji TNA Maria rozkazała Jade przekazać swój tytuł podkładając się jej w spontanicznym pojedynku. Jade odmówiła i tym samym miał miejsce jej pierwszy face turn odkąd dołączyła do dywizji. Kilka tygodni później została zaatakowana na polecenie Marii przez debiutującą Siennę, nową protegowaną komisarza dywizji. 10 kwietnia 2016 roku broniła tytułu w walce przeciwko Gail Kim. Ponownie została zaatakowana przez Siennę, co spowodowało wygraną Jade przez dyskwalifikację. 31 maja 2016 roku miała bronić tytułu w pojedynku tag teamów. Jej przeciwniczkami były Sienna i Allie. W związku z tym połączyła siły ze swoją dawną rywalką Gail Kim. W czasie walki została zaatakowana pałką przez Marti Bell i przypięta przez Siennę, która została nową mistrzynią TNA Women’s Knockout Championship.
Jade miała jeszcze dwie okazje na odzyskanie tytułu, ale obie przegrała. Pierwsza miała miejsce 25 kwietnia 2016 roku w five–way matchu, który wygrała Allie, a druga 2 grudnia 2016 roku w walce sześciu zawodniczek w stalowej klatce. Wygrała wówczas Rosemary. Jade i Rosemary toczyły ze sobą spór przez kolejne kilka miesięcy. Ich ostatnią walką był wygrany przez Rosemary Last Man Standing match 2 marca. Była to ostatnia walka Jade w TNA, ponieważ jej kontrakt wygasł, a nowego nie podpisała.

### Inne organizacje
Przez całą swoją karierę okazyjnie występowała w wielu różnych pomniejszych organizacjach. Kilkukrotnie pojawiła się na gali Ring of Honor. 27 października 2014 na NCW Femmes Fatales wyzwała LuFisto na walkę o tytuł WSU Championship, ale przegrała.
W kwietniu 2013, Yim debiutowała w Full Impact Pro, pokonując Larrego Dallasa. W tym samym miesiącu wraz z tag teamem (Jay Rios i Eddie Cruz) pokonała tag team Dallas and The Now (Vik Dalishus i Hale Collins) w walce typu tables, Ladders, and Chairs match. Mia Yim przypięła wtedy Vika Dallasa. Przez wiele miesięcy ona i Leva Bates były managerkami Dos Ben Dejos. W czerwcu 2014 roku The Lucha Sisters skutecznie obroniły Shine Tag Team Championship w walce przeciwko Vélez i Candice LeRae. Utraciły mistrzostwo na rzecz Legendary (Brandi Wine i Malia Hosaka) 27 czerwca 2014 roku.

### WWE

#### Pierwsze występy
Mia Yim zanotowała pierwszy występ w WWE 4 grudnia 2014 (nagranie odbyło się 23 października), przegrywając z Charlotte w Non Title matchu w brandzie WWE NXT. Dwa miesiące później, 16 lutego 2015, znalazła się w tłumie rozbawionych towarzyszy Adama Rose’a, The Rosebuds.

#### NXT
W 2017 została ogłoszona jedną z uczestniczek pierwszej odsłony turnieju Mae Young Classic. W pierwszej rundzie pokonała Sarah Logan, w drugiej rundzie jej pogromczynią okazała się Shayna Baszler. W następnym roku ponownie wzięła udział w zawodach, zwyciężając Allysin Kay i Kaitlyn, po czym w ćwierćfinale uległa Toni Storm.
24 września 2018 została podana informacja, że Mia Yim podpisała kontrakt z federacją. W oficjalnym debiutanckim pojedynku w NXT, stoczonym 24 października, wygrała z Aliyah. W następnej walce (14 października) uległa z Biancą Belair, po czym 28 listopada triumfowała nad Vanessą Bourne

## Rodzina i życie prywatne
Jej matka jest Koreanką płynnie mówiącą po koreańsku, a ojciec jest Afroamerykaninem.
Zna język migowy. Nauczyła się go w czasach liceum po to by komunikować się ze swoim chłopakiem z tamtego okresu, który był głuchy.
W sierpniu 2016 roku aktywnie popierała kampanię Safe Horizon's #PutTheNailinIt przeciwko przemocy domowej. Przy okazji ujawniła, że w przeszłości miała chłopaka, który się nad nią znęcał.
11 lutego 2021 ogłosiła zaręczyny z wrestlerem Keithem Lee, z którym następnie wzięła ślub 5 lutego 2022.

## Championships and accomplishments
- DDT Pro-Wrestling
  - Ironman Heavymetalweight Championship (1 raz)[84]
- Pro Wrestling Illustrated
  - 41 miejsce na liście PWI Female 50 w 2013 roku[3]
  - 20 miejsce na liście PWI Female 50 w 2014 roku[3]
  - 26 miejsce na liście PWI Female 50 w 2015 roku[3]
  - 6 miejsce na liście PWI Female 50 w 2016 roku[3][85]
- Shine Wrestling
  - Shine Championship (1 raz)[3]
  - Shine Tag Team Championship (1 raz) – z Levą Bates[3][86]
  - Shine Tag Team Title Tournament (2014)[87]
- Southside Wrestling Entertainment
  - Queen of Southside Championship (1 raz)[3]
- Total Nonstop Action Wrestling
  - TNA Knockouts Championship (1 raz)[3][59][60]
  - Queen of the Knockouts (2016)[61]